# فوزي الشتيوي
فوزي الشتيوي ولد عام 1950 وتوفي عام 2005، رسام وخزاف ومصور تونسي. 

## أعماله
ينتمي فوزي الشتيوي إلى مجموعة «الموجة الجديدة» التي تجسّم الفن المعاصر. وهو ذو مواضيع متنوعة ويتبع أساليب فنية تتنوع من التجريدي إلى التعبيري إلى التشخيصي. وقد عرف فوزي الشتيوي باستخدامه للأقنعة المكشرة والضاحكة. كما أنه أعطى دفعا جديدا للخزف الفني خاصة وأنه تولى إدارة المركز الوطني للخزف الفني، بزاوية سيدي قاسم الجليزي. 

## تكريمه
نظم عدد من أصحابه يوم 26 أكتوبر 2007 معرضا تكريميا له أقيم برواق «شريف فاين آرت» بسيدي بوسعيد تحت عنوان «على خطى فوزي الشتيوي». ومن بين من شارك في هذا المعرض عائشة الفيلالي ومحمد الأمين ساسي

## وصلة خارجية
معرض للفنان التشكيلي التونسي فوزي الشتيوي، جريدة العرب بتاريخ 29/10/2007
1. 1 2 3   http://repertoire-artistestunisiens.com/faouzi-chtioui/. {{استشهاد ويب}}: |url= بحاجة لعنوان (مساعدة) والوسيط |title= غير موجود أو فارغ (من ويكي بيانات) (مساعدة)